# 한무숙문학관
한무숙문학관은 소설가 한무숙을 기념하기 위하여 한무숙재단이 운영하는 대한민국의 박물관이다. 서울특별시 종로구 명륜1가에 위치하고 있다. 1993년 1월 30일 한무숙이 사망하고 2월 1일 한무숙의 생가를 공개함으로써 개관하였다. 한무숙의 육필 원고, 친필 편지, 생활 용품 등을 전시하고 있으며, 한무숙이 생전에 사용하던 응접실과 집필실이 보존되어 있다.

## 연혁
- 1993년 1월 30일: 한무숙선생 별세
- 1993년 2월 1일: 작가의 생가 일반 공개 및 박물관 개관.
- 1993년 7월: 한무숙재단 설립
- 1995년 2월: 한무숙문학상 개최시작 (연례), HMS 콜로키움 개최시작 (연례)
- 2005년 9월: 한국문학관협회 등록 (09.12)
- 2006년 9월: 한무숙문학관 보수공사완료(2006.3.25.~2006.9.25.)
- 2010년 3월: 한무숙문학관 박물관 등록 (2010.3.18.)